# Ingo Walther (Fußballspieler, 1969)
Ingo Walther (* 16. November 1969 in Jena) ist ein ehemaliger deutscher Fußballspieler.

## Sportlicher Werdegang
Ingo Walther stammt aus dem Nachwuchsbereich der SG Traktor Lindig. Es folgte später die Station Chemie Kahla. Nach einem zwischenzeitlichen Wechsel zum FC Carl Zeiss Jena spielte Walther von 1986 bis 1997 wieder bei Chemie bzw. SV 1910 Kahla. 1991 gewann er mit Kahla nach einem 4:3 n. E. gegen den FV Zeulenroda den Thüringer Landespokal. Im Anschluss wechselte Walther für zwei Spielzeiten zum VFC Plauen, wo er 1999 gegen Erzgebirge Aue den Sachsenpokal gewinnen konnte.
1999 schaffte Walther den Sprung in die 2. Fußball-Bundesliga zur SpVgg Greuther Fürth, wo er die nächsten zwei Jahre auf 45 Einsätze (3 Tore) kam. Mit dem Gewinn des DFB-Hallen-Pokals im Jahr 2000 konnte er auch in Fürth einen Titel gewinnen. 2001 wechselte er zum Regionalligisten Chemnitzer FC, nach ebenfalls zwei Spielzeiten heuerte der Mittelfeldspieler im Jahr 2003 beim 1. SC Feucht an. Nach der Insolvenz der Franken wechselte Walther am sechsten Spieltag der Saison 2005/06 zum Bayernligisten SpVgg Bayreuth.
Mit Beginn der Spielzeit 2010/11 übernahm Walther den Posten des zu Schweinfurt abgewanderten Trainers Klaus Scheer und fungierte als Spielertrainer bei der „Oldschdod“ genannten SpVgg Bayreuth. Am 10. März 2011 wurde Walther mit sofortiger Wirkung als Trainer entlassen. Am 3. Februar 2012 wurde er als Trainer des Kreisklassisten ATS Kulmbach vorgestellt, den er 2013 ungeschlagen zum Aufstieg in die Kreisliga führte. Die Spielzeit 2013/14 wurde auch in der neuen Liga als Meister beendet, dennoch gab der ATS Kulmbach die Trennung von Ingo Walther zum Saisonende bekannt.
2012 eröffnete er außerdem ein Sportfachgeschäft in der Bayreuther Innenstadt, welches nach kurzer Zeit aufgrund Insolvenzantrag geschlossen werden musste.
Zum Ende der Winterpause 2014/15 übernahm Walther das Traineramt beim Regionalligisten VFC Plauen, bei welchem er am 22. Oktober 2015 entlassen wurde. Anschließend arbeitete Walther eine Halbserie als Trainer des Bezirksligisten FSV Bayreuth, mit dem er in die Landesliga aufstieg. Sein Vertrag wurde dennoch nicht verlängert.
Von Sommer 2017 bis Winter 2019 war Walther als Trainer der Frauenabteilung der SpVgg Bayreuth in der Landesliga Nord tätig, bis er erneut zum ATS Kulmbach zurückkehrte. Dort wurde er aufgrund sportlichen Misserfolgs nach kurzer Zeit entlassen.

## Statistik
- 2. Fußball-Bundesliga: 45 Spiele / 3 Tore
- Regionalliga: 212 Spiele / 23 Tore